# Abdelhamid I. Sabra
Abdelhamid I. Sabra (1924-2013) est professeur d'histoire des sciences spécialisé dans l'histoire de l'optique et des sciences dans l'islam médiéval. Il est décédé le 18 décembre 2013. Sabra fournit la traduction et le commentaire en anglais des livres I-III  des sept livres d'Ibn al-Haytham, Kitab al-Manazir (Traité d'optique), écrits en arabe au XIe siècle.

## Biographie
Sabra obtient son diplôme de premier cycle à l'université d'Alexandrie. Il étudie ensuite la philosophie des sciences avec Karl Popper à l'université de Londres, où il obtient un doctorat en 1955 pour une thèse sur l'optique au XVIIe siècle. Il enseigne à l'Université d'Alexandrie de 1955 à 1962, à l'Institut Warburg de 1962 à 1972 et à l'université Harvard de 1972 jusqu'à sa retraite en 1996.
Dans son article sur "L'appropriation et la naturalisation ultérieure de la science grecque dans l'islam médiéval", il soutient, contre les théories de Pierre Duhem, que les cultures islamiques n'ont pas passivement reçu et préservé la science grecque ancienne, mais se la sont activement "appropriée" et l'ont modifiée .
En 2005, il reçoit la médaille George-Sarton pour l'ensemble de ses réalisations dans l'histoire des sciences par la History of Science Society .

## Publications
- 1954. "Une note sur une modification suggérée de la théorie corpusculaire de la lumière de Newton pour la concilier avec l'expérience de Foucault de 1850." British Journal for the Philosophy of Science 5, pp. 149–51.
- 1967 Théories de la lumière de Descartes à Newton, (Oldbourne), (réimpression Cambridge University Press, 1981), 363 pages.
- 1984. "La révolte andalouse contre l'astronomie ptolémaïque: Averroès et al-Bitrûjî." pp. 233–53 dans Everett Mendelsohn, éd. Transformation et tradition dans les sciences : Essais en l'honneur de I. Bernard Cohen. Cambridge : Cambridge University Press.
- 1987. "L'appropriation et la naturalisation ultérieure de la science grecque dans l'islam médiéval." Histoire des sciences 25, p. 223–43.
- 1996. "Situation de la science arabe : localité contre essence", Isis, 87, pp. 654–670 (réimprimé dans Michael H. Shank, éd., The Scientific Enterprise in Antiquity and the Middle Ages. Chicago : University of Chicago Press, 2000, p. 215–31).